# Daguerre-Gletscher
Der Daguerre-Gletscher ist ein Gletscher an der Danco-Küste des Grahamlands auf der Antarktischen Halbinsel. Er geht in den Niépce-Gletscher über, bevor dieser in die Lauzanne Cove in der Flandernbucht mündet.
Der Gletscher ist erstmals auf einer argentinischen Landkarte aus dem Jahr 1954 verzeichnet. Das UK Antarctic Place-Names Committee benannte ihn 1960 nach dem französischen Fotografiepionier Louis Daguerre (1787–1851), Erfinder der nach ihm benannten Daguerreotypie.